# Véronique Marot
Véronique Marot (née le 16 septembre 1955 à Compiègne, en France) est une athlète britannique, spécialiste des courses de fond.

## Biographie
Née en 1955 à Compiègne en France, étudiante à l'Université d'York, elle obtient la nationalité britannique en 1976.
Elle remporte le Marathon de Londres en 1989, et s'impose à trois reprises lors du Marathon de Houston, en 1986, 1989 et 1991.

### Palmarès
| Date | Compétition           | Lieu      | Résultat | Épreuve  | Performance     |
| ---- | --------------------- | --------- | -------- | -------- | --------------- |
| 1981 | Marathon de Londres   | Londres   | 9e       | Marathon | 2 h 46 min 51 s |
| 1983 | Marathon de New York  | New York  | 7e       | Marathon | 2 h 36 min 24 s |
| 1984 | Marathon de New York  | New York  | 2e       | Marathon | 2 h 33 min 58 s |
| 1985 | Marathon de Houston   | Houston   | 3e       | Marathon | 2 h 31 min 16 s |
| 1985 | Marathon de Londres   | Londres   | 9e       | Marathon | 2 h 35 min 12 s |
| 1985 | Marathon de Chicago   | Chicago   | 5e       | Marathon | 2 h 28 min 04 s |
| 1986 | Marathon de Houston   | Houston   | 1re      | Marathon | 2 h 31 min 33 s |
| 1987 | Marathon de Londres   | Londres   | 3e       | Marathon | 2 h 30 min 15 s |
| 1987 | Championnats du monde | Rome      | 22e      | Marathon | 2 h 45 min 02 s |
| 1989 | Marathon de Houston   | Houston   | 1re      | Marathon | 2 h 30 min 16 s |
| 1989 | Marathon de Londres   | Londres   | 1re      | Marathon | 2 h 25 min 56 s |
| 1990 | Marathon de New York  | New York  | 11e      | Marathon | 2 h 38 min 40 s |
| 1991 | Marathon de Houston   | Houston   | 1re      | Marathon | 2 h 30 min 55 s |
| 1992 | Jeux olympiques       | Barcelone | 16e      | Marathon | 2 h 42 min 55 s |

### Records
| Épreuve  | Performance     | Lieu    | Date          |
| -------- | --------------- | ------- | ------------- |
| Marathon | 2 h 25 min 56 s | Londres | 23 avril 1989 |